# David Nikolli
David Nikolli (* 20. Juni 1994) ist ein albanischer Leichtathlet, der im Mittel- und Langstreckenlauf an den Start geht.

## Sportliche Laufbahn
Erste internationale Erfahrungen sammelte David Nikolli im Jahr 2017, als er bei den Balkan-Meisterschaften in Novi Pazar in 8:31,45 min auf Anhieb die Goldmedaille im 3000-Meter-Lauf gewann. Zudem belegte er in 3:54,53 min den fünften Platz über 1500 Meter. Im Jahr darauf gewann er bei den Balkan-Meisterschaften in Stara Sagora in 14:32,22 min die Silbermedaille im 5000-Meter-Lauf hinter dem Rumänen Laviniu Chis und belegte in 8:39,65 min den achten Platz über 3000 Meter. Im Dezember wurde er dann bei den Crosslauf-Europameisterschaften in Tilburg nach 31:42 min den 73. Platz im Einzelrennen. 2019 belegte er bei den Balkan-Hallenmeisterschaften in Istanbul in 3:52,52 min den siebten Platz im 1500-Meter-Lauf und im September gewann er bei den Freiluft-Balkan-Meisterschaften in Prawez in 3:47,06 min die Bronzemedaille über dieselbe Distanz hinter dem Armenier Jerwand Mkrttschjan und Musa Hajdari aus dem Kosovo. Im Jahr darauf gewann er bei den Balkan-Hallenmeisterschaften in Istanbul in 3:50,52 min die Bronzemedaille über 1500 Meter hinter dem Serben Elzan Bibić und Mitko Zenow aus Bulgarien. 2023 schied er bei den Halleneuropameisterschaften ebendort mit 3:42,67 min im Vorlauf aus und im Jahr darauf gewann er bei den Balkan-Meisterschaften in Izmir in 8:07,37 min die Silbermedaille über 3000 Meter hinter dem Österreicher Sebastian Frey. Im Dezember wurde er bei den Crosslauf-Europameisterschaften in Antalya nach 24:06 min 64. im Einzelrennen.

## Persönliche Bestleistungen
- 800 Meter: 1:47,28 min, 3. Juli 2021 in Lignano Sabbiadoro (albanischer Rekord)
  - 800 Meter (Halle): 1:49,90 min, 21. Februar 2021 in Ancona
  - 1000 Meter (Halle): 2:20,98 min, 11. Februar 2023 in Padua (nationale Bestleistung)
- 1500 Meter: 3:37,82 min, 5. September 2021 in Padua (albanischer Rekord)
  - 1500 Meter (Halle): 3:39,18 min, 5. Februar 2023 in Padua (albanischer Rekord)
- Meile: 3:57,56 min, 11. Juni 2022 in Mailand (albanischer Rekord)
- 3000 Meter: 7:51,84 min, 2. August 2022 in Nembro (albanischer Rekord)
  - 3000 Meter (Halle): 8:20,90 min, 21. Januar 2017 in Padua (albanischer Rekord)
- 5000 Meter: 14:15,46 min, 20. September 2017 in Salo
- 5-km-Straßenlauf: 14:13 min, 31. Dezember 2020 in Bozen (nationale Bestleistung)
- 10-km-Straßenlauf: 30:03 min, 31. Dezember 2019 in Bozen
- Halbmarathon: 1:06:38 h, 7. November 2021 in Rom (albanischer Rekord)